# 고보리눅스

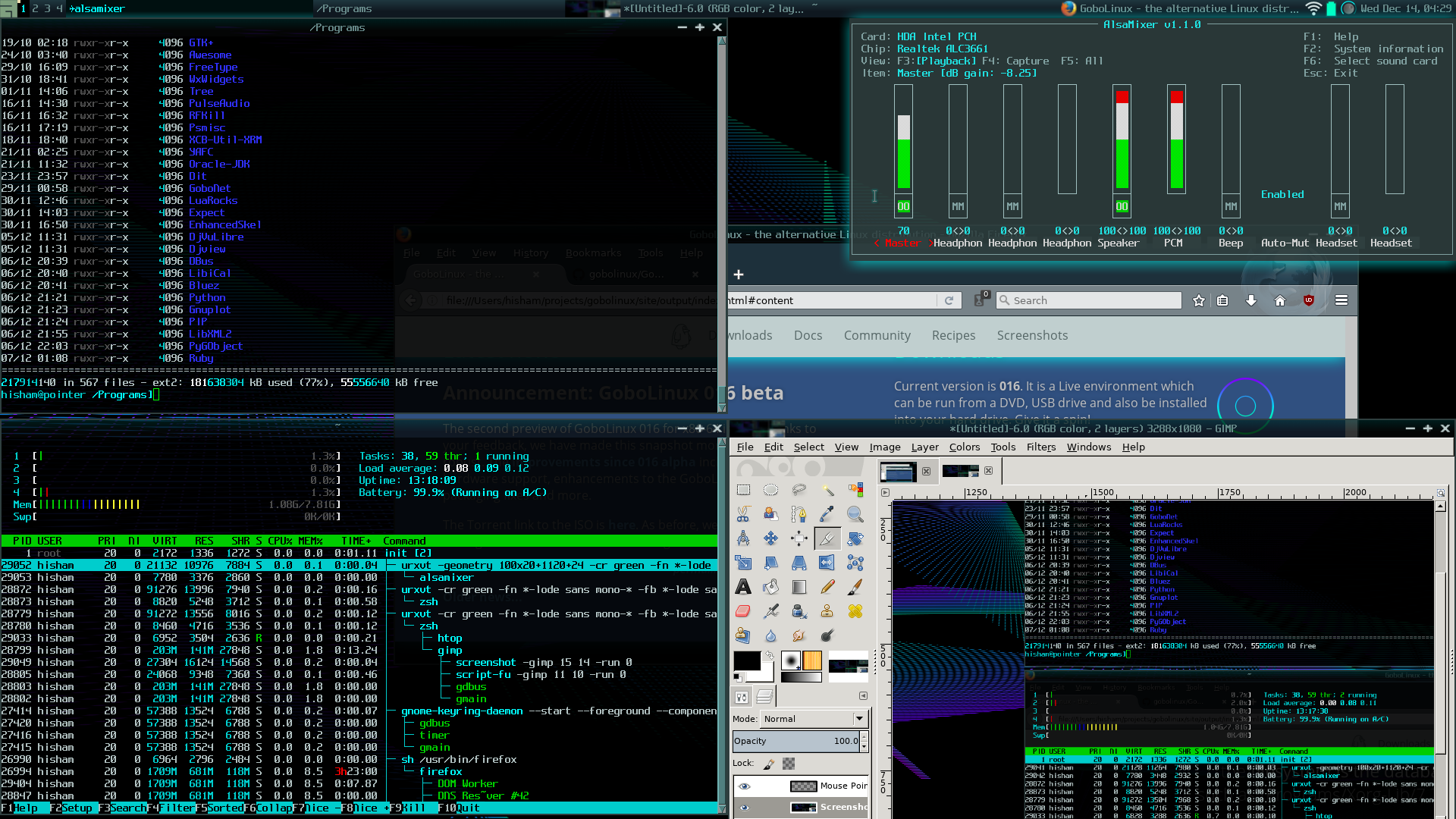

고보리눅스(GoboLinux)는 가장 두드러진 특징이 전통적인 리눅스 파일 시스템을 재구성한 리눅스 배포판이다. 대부분의 유닉스 계열 시스템처럼 파일시스템 계층구조 표준을 따르기보다는 고보리눅스 시스템의 각 프로그램에는 모든 파일(해당 프로그램에 대한 특정 설정 포함)을 찾을 수 있는 자체 하위 디렉터리 트리가 있다. 따라서 "Foo" 프로그램은 이 프로그램의 해당 버전 아래 /Programs/Foo에 모든 특정 파일과 라이브러리를 가지고 있다. 예를 들어 일반적으로 알려진 GCC 컴파일러 제품군 버전 8.1.0은 /Programs/GCC/8.1.0 디렉터리에 있다.
고보리눅스 개발자에 따르면 이로 인해 시스템이 더 깨끗해진다.